# پروالیت
پروالیت (انگلیسی: ProElite) شرکت تبلیغات ورزشی آمریکایی و از سازمان‌های هنرهای رزمی ترکیبی است، که در سال ۲۰۰۶ توسط ویلیام کلی تأسیس شد.